# Niles, Illinois
Niles är en by i Cook County i den amerikanska delstaten Illinois med en yta av 15 km² och en folkmängd, som uppgår till 28 666 invånare (2000). Niles är en av Chicagos nordvästra förorter.